# الحالة الإنسانية خلال الحرب الأهلية الليبية 2011

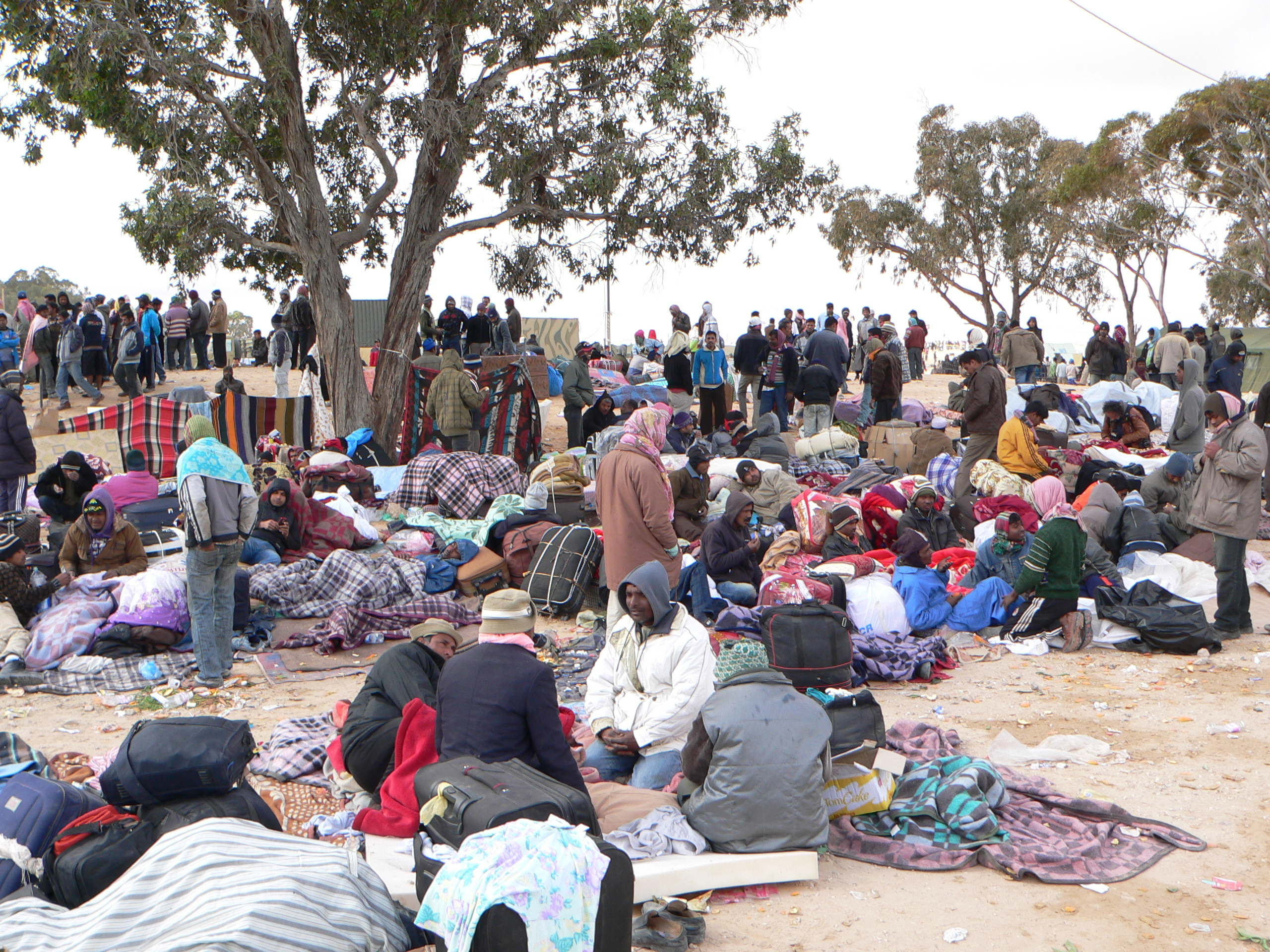
عمال مهاجرون يفرون من العنف في معسكر اللاجئين في شوشة على حدود تونس.

انخفضت المستلزمات الطبية والوقود والمواد الغذائية انخفاضًا كبيرًا وخطيرًا في ليبيا بنهاية شهر فبراير 2011. وفي 25 من فبراير أطلقت اللجنة الدولية للصليب الأحمر نداءً طارئًا لجمع لتلبية الاحتياجات الطارئة للمتضررين من الاضطرابات العنيفة في ليبيا. وفي 2 من مارس، ذكر المدير العام للجنة الدولية للصليب الأحمر جميع أطراف النزاع أنه يجب السماح للعاملين في مجال الصحة بتأدية عملهم بأمان.
ذكر تقرير لقناة الجزيرة في نهاية شهر فبراير أنه تتم مهاجمة العمال المهاجرين الأفارقة وأنهم يتعرضون للإصابات وربما تقتلهم الحشود المعارضة للحكومة وذلك حسب شهود عيان. يقول يوليوس كيلو، مشروف بناء يبلغ من العمر ستين عامًا «السكان المحليون يهاجموننا بدعوى أننا من المرتزقة الذين يقتلون الناس. ودعني أقول لك أنهم كانوا لا يريدون أن يروا الزنوج». وقال «لقد تم حرق مخيمنا وساعدتنا السفارة الكينية والشركة التي نعمل فيها على الوصول إلى المطار».
وفي الثاني من مارس، وصلت مدمرة البحرية الملكية البريطانية إتش إم إس يورك إلى بنغازي محملةً بالمستلزمات الطبية وغيرها من المساعدات الإنسانية التي تبرعت بها الحكومة السويدية. ولقد كان من المفترض أن يتم إرسال المستلزمات الطبية جوًا إلى مطار بنغازي مباشرةً ولكن عندما تم إغلاق المطار، تم تحويلها إلى مالطا، وكانت هذه المنحة مقدمة إلى مركز بنغازي الطبي. ثم نقلت القوات المسلحة في مالطا تلك المستلزمات من المطار إلى السفينة الحربية على عجلة. وفي الثامن من مارس، دخلت قافلة من الشاحنات مقدمة من برنامج الأغذية العالمي (WFP) التابع للأمم المتحدة إلى ليبيا وكان من المفترض أن يصل إلى الميناء الشرقي لمدينة بنغازي في اليوم نفسه، وذلك حسب ما ذكر في بيان برنامج الأغذية العالمي. ولقد عبرت قافلة تحمل 70 طنًا من البلح العالي الطاقة الحدود المصرية ليلاً في طريقها إلى الميناء الشرقي. وفي 7 مارس، ذكرت منسقة المساعدات لدى الأمم المتحدة فاليري أموس أن القتال الدائر في جميع أنحاء ليبيا يعني فرار ما يزيد عن مليون شخص إلى خارج البلاد أو داخلها وهم بحاجة إلى مساعدات إنسانية. كما قامت منظمة الإغاثة الإسلامية وبرنامج الأغذية العالمي بالتنسيق معًا وإرسال شحنة من المستلزمات الإنسانية إلى مصراتة.

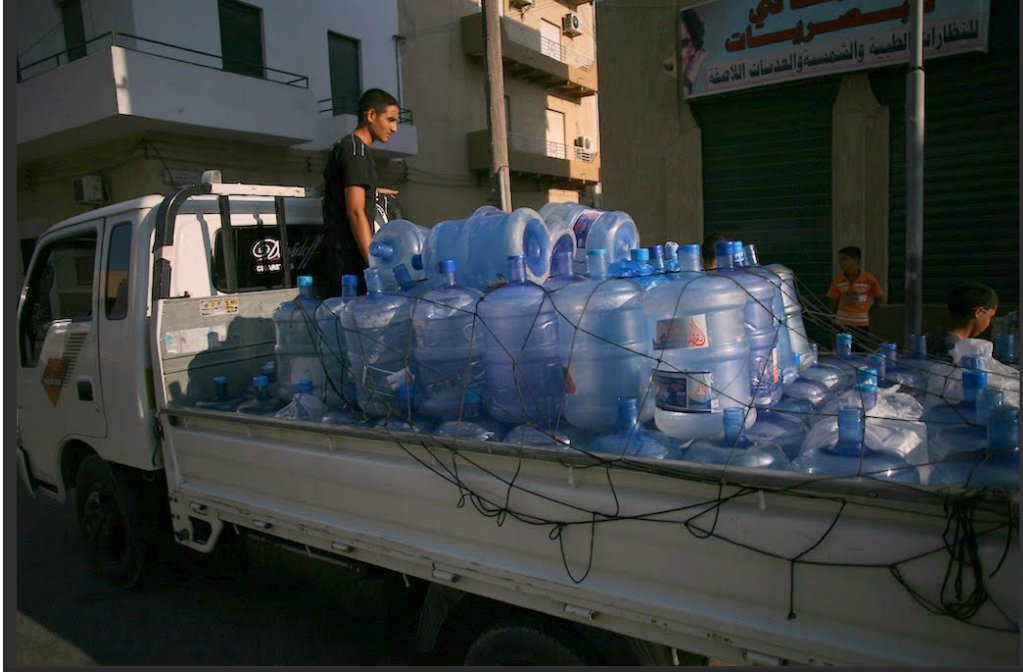
انقطاع المياه عن طرابلس أجبر السكان على شراء المياه المعبأة كما هو موضح في الصورة.

أرسلت تركيا السفينة أنقرة التي تحولت إلى سفينة مستشفى للمساعدة في علاج الضحايا المصابين في الاشتباكات في مصراتة. ولقد رست السفينة في ميناء مصراتة في 2 من إبريل وكانت محمية باثنتي عشرة طائرة نفاثة إف 16 تابعة لـ القوات الجوية التركية أقلعت من باندرمة ودالمان، وأربع طائرات وقود أقلعت من قاعدة إنجرليك، والسفينة الحربية التابعة لـ البحرية التركية تي سي جي يلديرم. وبعد أن صعد 230 شخصًا مصابًا و60 مرافقًا إلى السفينة، غادرت السفينة مصراتة متوجهةً إلى بنغازي. وفي 4 إبريل، أبحرت السفينة من بنغازي متوجهةً إلى تركيا مصطحبةً معها 190 شخصًا آخر، من بينهم 90 مصابًا. كما أرسلت مؤسسة الإغاثة الإنسانية التركية سفينة شحن محملة بتسع حاويات تحوي 141 طنًا من المساعدات الإنسانية تضم أدوية وعبوات مواد غذائية وألبانًا للأطفال وحليب مجفف وأدوات نظافة وملابس. ولقد أبحرت السفينة من تركيا وأنزلت حمولتها في مالطا.
بحلول يوم 11 من إبريل لم يكن قد تم إجلاء مئات من العمال الأجانب القادمين من بلاد مثل بنغلاديش ومصر وغانا والنيجر والسودان - الذين كانوا يعملون من قبل في مدينة مصراتة التي كانت تشهد ازدهارًا كبيرًا. ولقد ذكر المتحدث باسم العمال أن هناك 650 عاملاً عالقًا من غانا و750 من تشاد و2000 من النيجر. كما قدم متحدث آخر أوراقًا مكتوبة إلى مراسل ديلي تليجراف تضم أسماءً قال إنها أسماء مئات من السودانيين الذين انقطعت بهم السبل.
تعرضت مدينة مصراتة للقذف على مدار أربعين يومًا من المدفعية الثقيلة وهاجمتها الدبابات والقناصة، كما قامت قوات القذافي بقطع المياه عنها عمدًا لمدة تجاوزت العشرين يومًا. كما قامت تلك القوات عمدًا بإعادة توجيه شبكة الصرف الصحي بحيث تصب في آبار المياه. ومع نقص الإمدادات، أصبح مئات الآلاف من الأشخاص معرضين لخطر الموت.
قدمت جماعات حقوق الإنسان أدلة مطولة توثق انتهاكات حقوق الإنسان أثناء الأزمة الليبية. ففي أغسطس من عام 2011 نشرت منظمة أطباء من أجل حقوق الإنسان تقريرًا عن مدينة مصراتة يوثق انتهاكات سافرة لحقوق الإنسان ويقدم الأدلة على وقوع جرائم حرب مثل التعذيب والإعدام دون محاكمة واستخدام الاغتصاب كسلاح حرب والاختفاء القسري واستخدام المدنيين كدروع بشرية والهجمات العشوائية على المدنيين وانتهاكات حيادية الطواقم الطبية. وفي شهر ديسمبر 2011، أصدرت المنظمة تقريرًا آخر يوثق أدلة حدوث مذبحة في أحد مستودعات مدينة طرابلس حيث قام جنود الكتيبة 32 التابعة لخميس القذافي بصورة غير قانونية باعتقال واغتصاب وتعذيب وإعدام 53 معتقلاً على أقل التقديرات. ويمثل التحقيق الذي أجرته منظمة أطباء من أجل حقوق الإنسان والتقرير الناتج عنه أول توثيق شامل للمذبحة التي نفذتها الكتيبة 32، كما قدمت الأدلة التشريحية المطلوبة لضمان المحاسبة على تلك الجرائم حسب المعايير القانونية الدولية.
وصلت سفينة إنسانية إلى ميناء مصراتة في وقت متأخر يوم 14 إبريل لبدء إجلاء ما يقرب من 8300 مهاجر نازح يعيشون حول الميناء في مساكن مؤقتة من الخيام وتحت المظلات المصنوعة من التاربولين. كما أصدر الصليب الأحمر بيانًا يشير فيه إلى توقع وصول إحدى سفن المستلزمات الطبية التابعة له إلى مصراتة في القريب العاجل.
في 11 مايو، قام وزير الخارجية البولندي رادوسلاو سيكورسكي بزيارة بنغازي، ولقد قدمت الحكومة البولندية في هذه الزيارة شحنة المساعدات الطبية لمن أصيبوا أثناء الاشتبكات في مصراتة وغيرها من المدن الليبية.

## مأساة العمال المهاجرين في ليبيا
كانت ليبيا تعد مقصدًا رئيسيا للهجرة في شمال إفريقيا، ويشكل المهاجرون في ليبيا 10.5 في المائة من إجمالي تعداد السكان هناك عام 2010. لقد قدم المهاجرون الاقتصاديون في ليبيا من عدد من الدول. وكان معظم المهاجرين في الماضي يقدمون من الدول العربية، لا سيما من مصر وتونس، ولكن شهد العقد الأخير قدوم المزيد من المهاجرين من الدول الإفريقية في جنوب الصحراء الكبرى نتيجة للسياسات المرنة وسياسات الحدود المفتوحة مع الدول الجنوبية. وحسب إحصاءات البنك الدولي، قام العمال المهاجرون عام 2009 بتحويل مبالغ تقدر بمليار دولار أمريكي إلى أوطانهم بما يعادل  1.7 في المائة من إجمالي الناتج القومي الليبي.
كان المهاجرون يحاولون الفرار من ويلات الأزمة الليبية بينما استمر تصاعد وتيرة العنف في البلاد. وعندما بدأ المهاجرون في الخروج من ليبيا باتجاه الحدود المصرية والتونسية، بدأت منظمة الهجرة الدولية عمليات الإخلاء الفوري للمهاجرين النازحين إلى الحدود الدولية. ولقد حصل المهاجرون على مساعدات إنسانية، مثل الخدمات الطبية المقدمة من منظمة الهجرة الدولية، كما تم ترحيلهم إلى بلادهم بالتنسيق مع الحكومات المعنية في بلادهم الأم في غضون خمسة إلى سبعة أيام. وكانت المنافذ الحدودية العاملة هي السلوم على الحدود المصرية ورأس الجدير على الحدود التونسية وديركو على حدود النيجر وفايا على الحدود التشادية. وحتى 10 يوليو، بلغت الحركة عبر الحدود بالنسبة لـ رعايا البلدان الثالثة (TCN) ما يربو عن 290 ألف شخص. وفي سياق الأزمة الليبية، كان رعايا البلدان الثالثة يضمون مهاجرين عبروا الحدود من ليبيا إلى دولة ليست دولتهم الأم. وبدءًا من 10 يوليو، قامت منظمة الهجرة الدولية بترحيل ما يزيد عن 150 ألف مهاجر إلى دولهم الأم جوًا وبحرًا وباستخدام الحافلات الدولية.
لقد كانت مدينة مصراتة، ثالث أكبر مدينة في ليبيا، المعقل الأساسي للثوار في الغرب وكانت دومًا هدفًا لنيران المدفعية الثقيلة من القوات الموالية للقذافي.
ولقد كانت هناك حاجة ملحة للقيام بعمليات إجلاء لأعداد هائلة من المهاجرين المصابين إصابات حرجة والذين طالتهم قذائف المدفعية الثقيلة وانحصروا في مصراتة. فقامت المنظمة باستئجار سفن من مصراتة إلى بنغازي، المدينة التي يسيطر عليها الثوار شرقًا لإجلاء المهاجرين المصابين. وكان على متن السفن مستشفيات ميدانية يديرها «الإسعاف الليبي» وكانت تضم وحدة كاملة للرعاية المركزة مخصصة لـ إصابات الرأس الناتجة عن شظايا القذف المدفعي. ومنذ منتصف شهر إبريل، قامت منظمة الهجرة الدولية بإنقاذ ما يزيد عن 7500 شخص في 10 عمليات ترحيل بحري. وعندما يصل المهاجرون إلى بنغازي، يتم ترحيلهم إلى السلوم إلى مصر برًا وتستمر المنظمة في مساعدتهم حتى الوصول إلى بلادهم الأم.
كان المهاجرون مشردين أيضًا في أماكن أخرى في ليبيا مثل المدينتين الجنوبيتين سبها وجترون. وكان بين الألفي مهاجر التشادي المحصورين في سبها وجترون أربعون في المائة من النساء والأطفال وكبار السن الذين كانوا يعيشون في ظروف صعبة في الصحراء الليبية المفتوحة في الجنوب. ولقد بدأت عمليات الترحيل الجوي التي نظمتها منظمة الهجرة الدولية في منتصف شهر يوليو. وبينما كان المهاجرون التشاديون ينتظرون أن يتم ترحيلهم، كانت المنظمة والهلال الأحمر الليبي يقدمان لهم الطعام والماء ومواد النظام والمساعدة الطبية.